# Egyetértés Torna Osztály Futsal Club
L'Egyetértés Torna Osztály Futsal Club, noto semplicemente come ETO Futsal Club o come Győri ETO per ragioni di localizzazione, è stata una squadra ungherese di calcio a 5 con sede a Győr, sezione calcettistica dell'omonima società calcistica. 

## Storia
Nel 2018, a sorpresa, raggiunge la sua prima storica qualificazione alla final four di Coppa UEFA, ma lo stesso anno cessa l'attività.

## Denominazioni
- 2006-2007: Unihall FC
- 2007-2009: Arrabona FC
- 2009-2010: Duna Takarék ETO Futsal Club
- 2010-2018: Rába ETO Futsal Club

## Palmarès
- Campionato ungherese: 8

2009-10, 2010-11, 2011-12, 2012-13, 2014-15, 2015-16, 2016-17, 2017-18
- Coppa d'Ungheria: 7

2009-10, 2010-11, 2012-13, 2013-14, 2014-15, 2015-16, 2016-17
- Supercoppa d'Ungheria: 8

2010, 2011, 2012, 2013, 2014, 2015, 2016, 2017